# Telephanus pygmaeus
Telephanus pygmaeus is een keversoort uit de familie spitshalskevers (Silvanidae). De wetenschappelijke naam van de soort werd in 1932 gepubliceerd door Wilhelm Heinrich Ferdinand Nevermann.